# Temporada de ciclones en el suroeste del Índico de 2017-18
La temporada de ciclones en el suroeste del Índico de 2017-18 es un evento actual en el ciclo anual de formación de ciclones tropicales y ciclones subtropicales. Comenzó oficialmente el 15 de noviembre de 2017 y finalizará oficialmente el 30 de abril de 2018, con la excepción de Mauricio y las Seychelles, para lo cual finalizará el 15 de mayo de 2018. Estas fechas delimitan convencionalmente el período de cada año cuando más Los ciclones tropicales y subtropicales se forman en la cuenca, que está al oeste de los 90°E y al sur del ecuador. Los ciclones tropicales y subtropicales en esta cuenca son monitoreados por el Centro Meteorológico Regional Especializado en Reunión.
El ciclón tropical más fuerte y costosa de la temporada fue la ciclón tropical Cebile, que alcanzó la escala de categoría 4 en la Escala de huracanes de Saffir-Simpson en el suroeste del océano Índico; Berguitta pasó cerca del Madagascar pero pasó grandes daños que causó $12 millones (USD 2018) en daños ocasionales en ese país y encima mató una persona. La tormenta más mortífera de la temporada fue el ciclón tropical Ava, que mató a 73 personas después de golpear a Madagascar.

## Ciclones tropicales

### Otras tormentas
Un sistema de baja presión, clasificado como tropical bajo por la Oficina Australiana de Meteorología, se movió al oeste-suroeste a través del meridiano 90 este hacia la cuenca suroeste del Océano Índico el 8 de agosto. A las 10:00 UTC del día siguiente, Météo-France Réunion actualizó el sistema de baja presión a una zona de clima perturbado, con vientos sostenidos de hasta 55 km/h (35 mph) que se detectaron en el lado sur de la circulación por dispersómetro En este momento, la perturbación se encontraba aproximadamente a 2,375 km (1,475 millas) al oeste de Yakarta, Indonesia. Météo-France señaló que la reactivación de la actividad convectiva en la cuenca probablemente se debió a la interacción entre una ola Kelvin que se mueve hacia el este y una ola de Rossby que se desplaza hacia el oeste.

## Nombres de las tormentas
| Océano Pacífico nororiental y central                                                                      | Océano Pacífico nororiental y central | Océano Pacífico nororiental y central |
| --- | --- | --- |
| - Ava - Berguitta - Cebile - Dumazile - Eliakim - Fakir (sin usar) - Guambe (sin usar) - Habana (sin usar) | - Jobo (sin usar) - Kanga (sin usar) - Ludzi (sin usar) - Melina (sin usar) - Nathan (sin usar) - Onias (sin usar) - Pelagie (sin usar) - Quamar (sin usar) | - Rita (sin usar) - Solani (sin usar) - Tank (sin usar) - Urilila (sin usar) - Vuyane (sin usar) - Wagner (sin usar) - Xusa (sin usar) - Yarona (sin usar) - Zacarias (sin usar) |

En el Océano Índico sudoccidental, depresiones tropicales y depresiones subtropicales cuya velocidad del viento sostenida es de 65 km/h (40 mph) en 10 minutos por el Centro Meteorológico Regional Especializado  en la Isla de la Reunión, Francia (RSMC La Reunión) usualmente se les asigna un nombre. Sin embargo, son los Centros Subregionales de Asesoramiento sobre Ciclones Tropicales en Mauricio y Madagascar quienes nombran los sistemas. El Centro Subregional de Asesoramiento sobre ciclones tropicales en Mauricio nombra una tormenta si se intensifica en una tormenta tropical moderada entre 55°E y 90°E. 
Si, en cambio, un ciclón se intensifica en una tormenta tropical moderada entre 30°E y 55°E, el Centro Subregional de Asesoramiento sobre Ciclones Tropicales en Madagascar le asigna el nombre apropiado a la tormenta. A partir de la temporada de 2016-17, las listas de nombres en el Océano Índico sudoccidental se rotarán cada tres años. Los nombres de tormenta solo se usan una vez, por lo que cualquier nombre de tormenta utilizado este año se eliminará de la rotación y se reemplazará con un nuevo nombre para la temporadac de 2020-21. Se espera que los nombres no utilizados sean reutilizados en la lista para la temporada de 2020-21.

### Nombres retirados
- A partir de este momento, la Organización Meteorológica Mundial no retiro ninguno de los nombres. Tanto que no causó daños millonarios y víctimas mortales.